# Општина Бразиј (Арад)
Бразиј (рум. Brazii) општина је у Румунији у округу Арад.
Oпштина се налази на надморској висини од 214 m.